# Raby Bapelekia
Raby Bapelekia (ur. 1 stycznia 2001) – kongijski zapaśnik walczący w stylu wolnym. Piąty na mistrzostwach Afryki w 2022. Brązowy medalista igrzysk frankofońskich w 2023 roku.